# Nixon Kiprotich
Nixon Kiprotich (Baringo, 4 de diciembre de 1962) es un atleta keniano retirado que era especialista en los 800 metros lisos. Ganó la medalla de plata en las Olimpiadas de 1992, previamente había sido octavo en los Juegos Olímpicos de 1988.